# Đèo Mang Yang

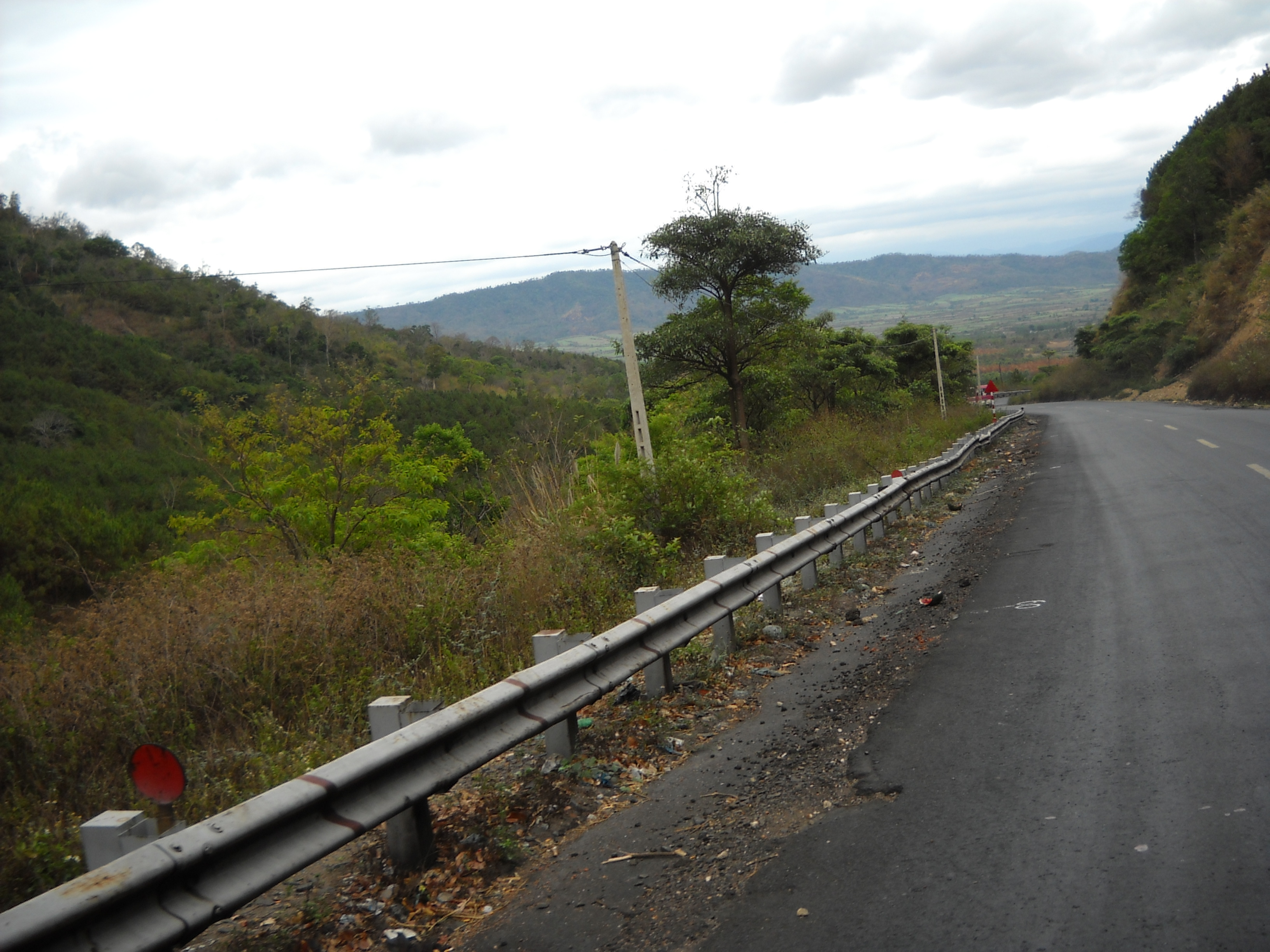
Đèo Mang Yang, Gia Lai

Đèo Mang Yang hay đèo Măng Yang là đèo trên quốc lộ 19 ở vùng giáp ranh huyện Mang Yang và huyện Đak Pơ, tỉnh Gia Lai .

## Vị trí
Quốc lộ 19 dài 239 km, là tuyến đường nối Bình Định và Gia Lai. Đường bắt đầu Cảng Quy Nhơn thành phố Quy Nhơn, tuy nhiên điểm rẽ quan trọng lên Tây Nguyên là ngã ba cầu Bà Di trên Quốc lộ 1 xã Nhơn Hòa thị xã An Nhơn, Bình Định. Đường lên cao nguyên ở Đèo An Khê 13°57′56″B 108°45′13″Đ / 13,96555°B 108,7536°Đ.
Đường qua thành phố Plei Ku đến Cửa khẩu Lệ Thanh trên biên giới với Campuchia.
Đèo Mang Yang ở ranh giới xã Hra huyện Mang Yang và xã Hà Tam huyện Đak Pơ.
Mang Yang theo tiếng Jrai có nghĩa là Cổng trời. Đèo không dài nhưng quanh co.
Đèo Mang Yang có độ cao là 788m

## Sự kiện lịch sử
Trong chiến tranh Đông Dương, đây là nơi diễn ra trận đánh ở cây số 15 đèo Mang Yang, dẫn đến chiến thắng Đak Pơ ngày 24 tháng 6 năm 1954 của Quân đội Nhân dân Việt Nam. Đây là trận đánh lớn cuối cùng của cuộc chiến chống Pháp.